# تشاتهام (ماساتشوستس)
تشاتهام (بالإنجليزية: Chatham, Massachusetts)‏ هي بلدة أمريكية تقع في الولايات المتحدة في مقاطعة بارنستابل. يقدر عدد سكانها بـ 6,125 نسمة ومساحتها 63.2 كم2 وترتفع عن سطح البحر 14 متر.

## المناخ
يظهر الجدول التالي التغييرات المناخية على مدار السنة لتشاتهام:
| البيانات المناخية لـتشاتهام       | البيانات المناخية لـتشاتهام | البيانات المناخية لـتشاتهام | البيانات المناخية لـتشاتهام | البيانات المناخية لـتشاتهام | البيانات المناخية لـتشاتهام | البيانات المناخية لـتشاتهام | البيانات المناخية لـتشاتهام | البيانات المناخية لـتشاتهام | البيانات المناخية لـتشاتهام | البيانات المناخية لـتشاتهام | البيانات المناخية لـتشاتهام | البيانات المناخية لـتشاتهام | البيانات المناخية لـتشاتهام |
| الشهر                             | يناير                       | فبراير                      | مارس                        | أبريل                       | مايو                        | يونيو                       | يوليو                       | أغسطس                       | سبتمبر                      | أكتوبر                      | نوفمبر                      | ديسمبر                      | المعدل السنوي               |
| --------------------------------- | --------------------------- | --------------------------- | --------------------------- | --------------------------- | --------------------------- | --------------------------- | --------------------------- | --------------------------- | --------------------------- | --------------------------- | --------------------------- | --------------------------- | --------------------------- |
| متوسط درجة الحرارة الكبرى °ف (°م) | 38.0 (3.3)                  | 39.2 (4.0)                  | 44.1 (6.7)                  | 51.9 (11.1)                 | 60.9 (16.1)                 | 69.2 (20.7)                 | 75.9 (24.4)                 | 76.0 (24.4)                 | 69.9 (21.1)                 | 59.9 (15.5)                 | 52.2 (11.2)                 | 43.7 (6.5)                  | 56.8 (13.8)                 |
| المتوسط اليومي °ف (°م)            | 31.5 (−0.3)                 | 32.6 (0.3)                  | 37.5 (3.1)                  | 45.5 (7.5)                  | 54.3 (12.4)                 | 63.1 (17.3)                 | 69.7 (20.9)                 | 69.7 (20.9)                 | 63.7 (17.6)                 | 53.9 (12.2)                 | 46.1 (7.8)                  | 37.2 (2.9)                  | 50.5 (10.3)                 |
| متوسط درجة الحرارة الصغرى °ف (°م) | 25.0 (−3.9)                 | 26.0 (−3.3)                 | 30.9 (−0.6)                 | 39.1 (3.9)                  | 47.6 (8.7)                  | 57.0 (13.9)                 | 63.5 (17.5)                 | 63.5 (17.5)                 | 57.5 (14.2)                 | 47.8 (8.8)                  | 39.9 (4.4)                  | 30.7 (−0.7)                 | 44.1 (6.7)                  |
| الهطول إنش (مم)                   | 3.82 (97)                   | 3.82 (97)                   | 4.64 (118)                  | 4.45 (113)                  | 3.62 (92)                   | 3.59 (91)                   | 3.03 (77)                   | 3.47 (88)                   | 3.66 (93)                   | 3.61 (92)                   | 3.89 (99)                   | 3.98 (101)                  | 45.58 (1٬158)               |
| متوسط الرطوبة النسبية (%)         | 72.6                        | 70.9                        | 68.6                        | 71.4                        | 73.7                        | 78.5                        | 81.0                        | 80.1                        | 79.1                        | 76.3                        | 72.4                        | 71.1                        | 74.7                        |
| المصدر: PRISM Climate Group       |                             |                             |                             |                             |                             |                             |                             |                             |                             |                             |                             |                             |                             |